# Схюрманс Стекховен, Якоб
Якоб Герман Схюрманс Стекховен (нидерл. Jacobus Hermanus Schuurmans Stekhoven; 23 октября 1892, Эрмело — 1 ноября 1958) — нидерландский энтомолог и паразитолог. Основатель и главный редактор журнала «Nematologica» (1956—1958).

## Биография
Родился 23 октября 1892 года в городе Эрмело в семье психиатра. В 1912 году поступил в Утрехтский университет. С 1916 года читал лекции по паразитологии в Институте тропической гигиены в Утрехте. В 1818 году под руководством профессора Гуго Ништрасса защитил диссертацию по биологии миксоспоридий. С начала 1920 года до конца 1923 года работал Центральной лаборатории общественного здравоохранения в Джакарте и в Институте ветеринарной медицины в Богоре.
В 1925 году был ассистентом профессора Германа Иордана в лаборатории сравнительной физиологии и анатомии в Утрехте. В 1926 году он снова стал ассистентом Гуго Ништрасса в лаборатории общей зоологии. В 1926 году получил стипендию Рокфеллера для работы в Министерстве сельского хозяйства штата Вашингтон. C 1928 года стал приват-доцентом в Утрехтском университете. C 1949 года был профессором общей биологии в Университете Тукумана в Аргентине. С 1952 по 1958 год он был руководителем биологической лаборатории химической фирмы Noury & Van der Lande в Девентере. Умер от сердечного приступа 1 ноября 1958 года.

## Научные достижения
Он исследовал паразитов человека и домашних животных. Известен тем, что перевел на английский язык и дополнил книгу Ивана Николаевича Филипьева «Нематоды вредные и полезные в сельском хозяйстве», которая вышла в 1941 году под названием «A manual of agricultural helminthology». Осенью 1954 года Схюрманс Стекховен предложил издательству Brill Publishers начать новый журнал в области нематологии, но не получил поначалу одобрения. В 1955 году в Вагенингене состоялся международный симпозиум по нематодам, на который собралось около 100 нематологов из 20 стран. Идея создания нового журнала «Nematologica» получила поддержку учёных и его первый номер вышел в 1956 году с публикациями сообщений симпозиума.

## Публикации
Опубликовал 250 научных работ, в том числе:
- Schuurmans Stekhoven J. H. & Notokworo R. M. Zur Biologie der Krätzmilben. — Amsterdam: J. Müller, 1921. — 152 p.
- Filipʹev I. N. & Schuurmans Stekhoven J. H. A manual of agricultural helminthology. — Leiden: E.J. Brill, 1941.
- Schuurmans Stekhoven J. H. &  van den Broek E. Luisvliegen : Nycteribiidae en Hippoboscidae. — Hoogwoud: Bureau K.N.N.V., 1969. — 20 p.
- Schuurmans Stekhoven J.H. The blood-sucking arthropods of the Dutch East Indian Archipelago. IV. The tabanids from Buru. The genera Tabanus and Chrysops (англ.) // Treubia : journal. — 1924. — No. 5. — P. 299—330.
- Schuurmans Stekhoven J. H. Bloodsucking arthropods of the Dutch East Indian Archipelago. X. Further notes on tabanids of India, Sumatra, Java, Borneo, Celebes and some of the Moluccas. (Fourth supplement to my monograph: the tabanids of the Dutch East Indian Archipelago.) (англ.) // Arch. Naturgesch. (N.S.) : journal. — 1932. — No. 1. — P. 57—94.